# U-179
| U-179                      | U-179                                                                      | U-179                                                                      |
| -------------------------- | -------------------------------------------------------------------------- | -------------------------------------------------------------------------- |
|                            |                                                                            |                                                                            |
|                            |                                                                            |                                                                            |
|                            |                                                                            |                                                                            |
| Під прапором               | Третій рейх                                                                | Третій рейх                                                                |
| Спуск на воду              | 18 листопада 1941 року                                                     | 18 листопада 1941 року                                                     |
| Виведений зі складу флоту  | 8 жовтня 1942 року                                                         | 8 жовтня 1942 року                                                         |
| Сучасний статус            | затоплений                                                                 | затоплений                                                                 |
| Проєкт                     |                                                                            |                                                                            |
| Тип ПЧ                     | Торпедний ДПЧ                                                              | Торпедний ДПЧ                                                              |
| Основні характеристики     |                                                                            |                                                                            |
| Швидкість (надводна)       | 19,2 вузлів                                                                | 19,2 вузлів                                                                |
| Швидкість (підводна)       | 6,9 вузлів                                                                 | 6,9 вузлів                                                                 |
| Гранична глибина занурення | 230 м                                                                      | 230 м                                                                      |
| Екіпаж                     | 57 осіб                                                                    | 57 осіб                                                                    |
| Розміри                    |                                                                            |                                                                            |
| Довжина найбільша (по КВЛ) | 87,6 м                                                                     | 87,6 м                                                                     |
| Ширина корпусу найб.       | 7,5 м                                                                      | 7,5 м                                                                      |
| Висота                     | 10,2 м                                                                     | 10,2 м                                                                     |
| Середня осадка (по КВЛ)    | 5,4 м                                                                      | 5,4 м                                                                      |
| Водотоннажність надводна   | 1616 т                                                                     | 1616 т                                                                     |
| Озброєння                  |                                                                            |                                                                            |
| Артилерія                  | 1 ? 88-мм палубна гармата SK C/32                                          | 1 ? 88-мм палубна гармата SK C/32                                          |
| Торпедно- мінне озброєння  | 4 носових і два кормових ТА. 22 торпеди або 44 міни TMA чи 66 TMB          | 4 носових і два кормових ТА. 22 торпеди або 44 міни TMA чи 66 TMB          |
| ППО                        | 1 ? 37-мм зенітна гармата SKC/30 2 (1 ? 2) ? 20-мм зенітні гармати FlaK 30 | 1 ? 37-мм зенітна гармата SKC/30 2 (1 ? 2) ? 20-мм зенітні гармати FlaK 30 |

U-179 — німецький підводний човен типу IXD2, часів Другої світової війни.
Замовлення на будівництво човна було віддане 28 травня 1940 року. Човен був закладений на верфі суднобудівної компанії «AG Weser» у Бремені 15 січня 1941 року під заводським номером 1019, спущений на воду 18 листопада 1941 року, 7 березня 1942 року увійшов до складу 4-ї флотилії. Також за час служби перебував у складі 10-ї та 12-ї флотилій. Єдиним командиром човна був фрегаттен-капітан Ернст Зобе.
Човен зробив 1 бойовий похід, у якому потопив 1 судно.
Потоплений 8 жовтня 1942 року у Південній Атлантиці Кейптауну (33°28′ пд. ш. 17°05′ сх. д. / 33.467° пд. ш. 17.083° сх. д.) глибинними бомбами британського есмінця «Ектів». Весь екіпаж у складі 61 особи загинув.

## Потоплені та пошкоджені кораблі[3]
| Назва          | Тип                | Належність      | Дата          | Тоннаж (БРТ) | Вантаж                                                          | Статус    | Місце                                                       |
| City of Athens | суховантажне судно | Велика Британія | 8 жовтня 1942 | 6 558        | 5 646 т військових та генеральних вантажів включно з вибухівкою | потоплено | 33°40′ пд. ш. 17°03′ сх. д. / 33.667° пд. ш. 17.050° сх. д. |